# الیزابت آردن (آی‌ان‌سی.)
الیزابت آردن، آی‌ان‌سی. (انگلیسی: Elizabeth Arden, Inc.) یک شرکت لوازم آرایشی، مراقبت‌های پوستی و عطر در ایالات متحده آمریکا است که توسط الیزابت آردن تاسیس شده‌است. از سپتامبر ۲۰۱۶، این شرکت متعلق به رولون است.